# Paris-Artiste

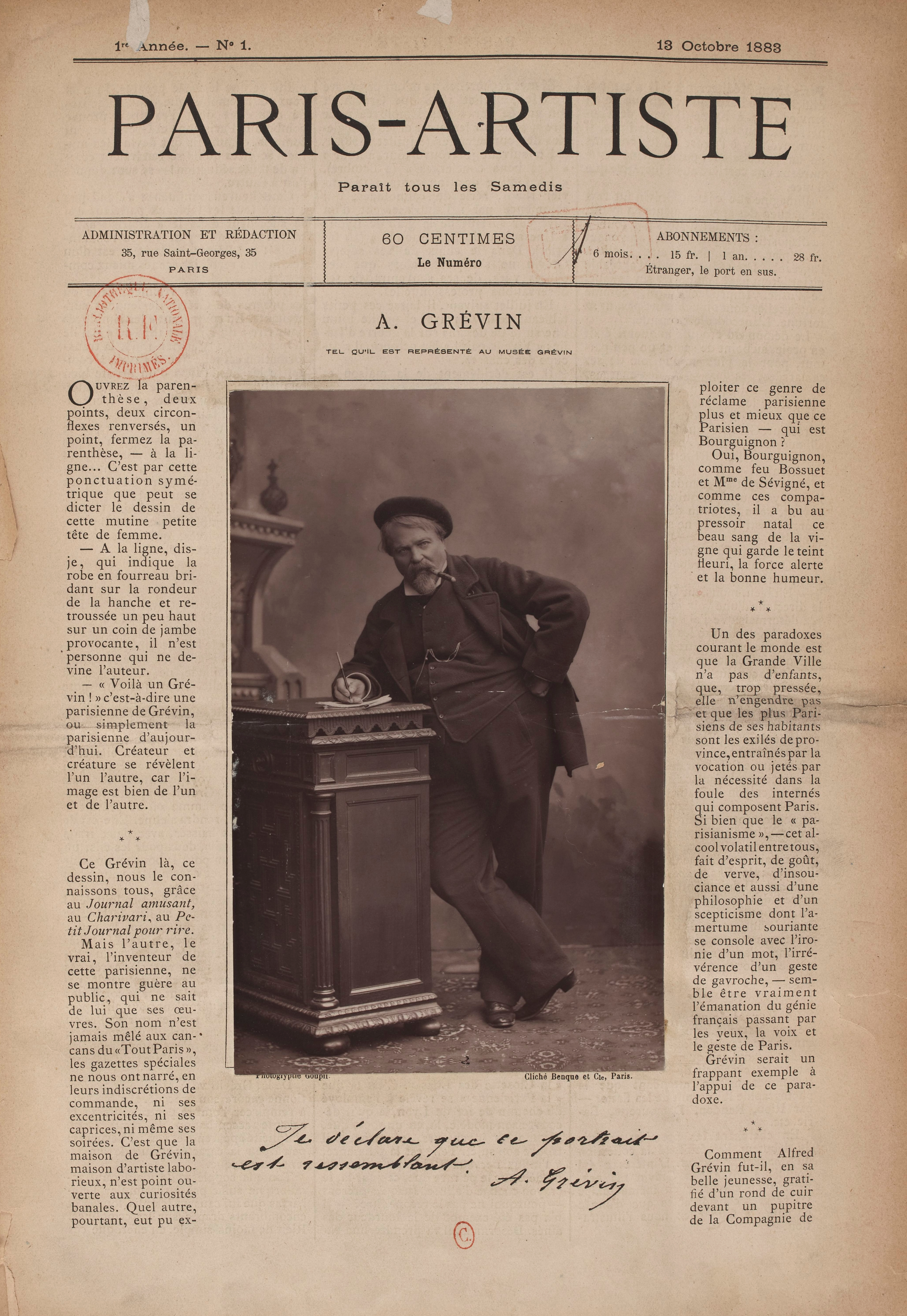
N°1 paru le 13 octobre 1883, Alfred Grévin.

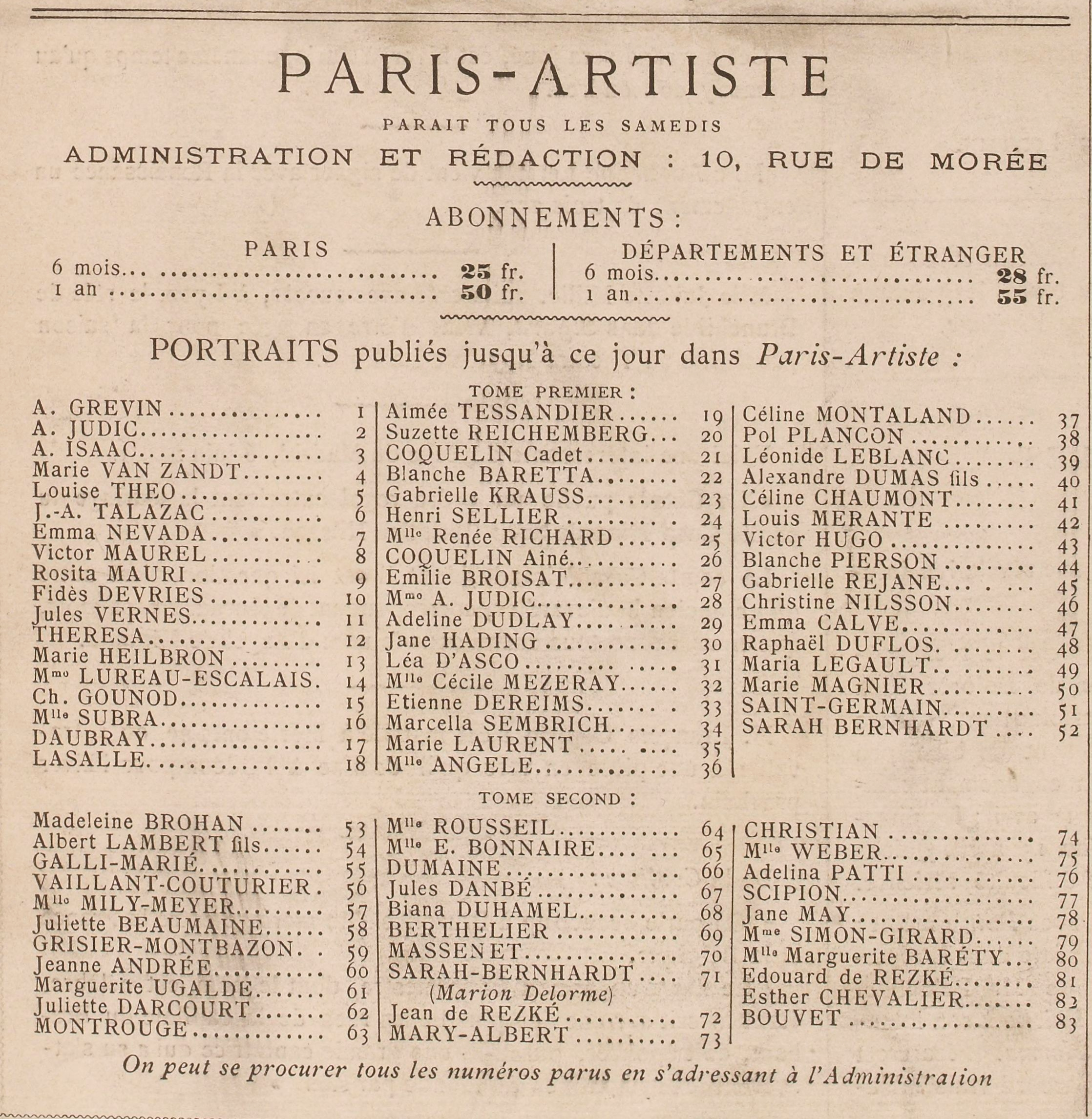
Liste des personnalités représentées sur les numéros 1 à 85.

Paris-Artiste est une publication consacrée aux personnalités du monde du spectacle qui est parue entre 1883 et 1886 à Paris. La forme et le contenu s'inspire fortement de la revue Paris-Théâtre qui a existé de 1873 à 1880.

## Historique
Une publication sur 8 pages en petit format sans illustrations et intitulée Paris-Artiste et sous-titrée Courrier hebdomadaire des Arts, petites affiches de la curiosité paraissait les samedis en 1872. Son siège est au 18, rue Favart et son directeur Aimé Dollfus. La nouvelle formule apparait en 1882, ses bureaux sont au 35, rue Saint-Georges et son directeur Francklin Baduel. Une continuité entre ces deux publications n'est pas établie.

## Caractéristiques
La nouvelle revue se présente sur quatre pages en papier épais de format 28 par 38 cm. En couverture, une photo reproduite en photoglyptie est collée et représente la personnalité sujet principal dont la biographie occupe la page 2. En page 3, des nouvelles diverses du monde du spectacle, la page 4 est consacrée à des encarts publicitaires. Paris-Artiste paraît le samedi assez irrégulièrement et est vendue 60 centimes, puis 1 franc, ce qui est relativement cher comparé aux nombreux journaux satiriques de l'époque qui utilisaient la gravure ou la lithographie et qui sont vendus de 10 à 25 centimes.
Au cours des quatre années de publication la présentation de la première page évolue, d'abord classique avec une petite photo, elle devient décorée d'une frise décorative englobant le titre et le format de la photo augmente jusqu'à atteindre 22 sur 16 cm et le texte disparait. La date de disparition du titre est non précisée, un numéro 90 existe.

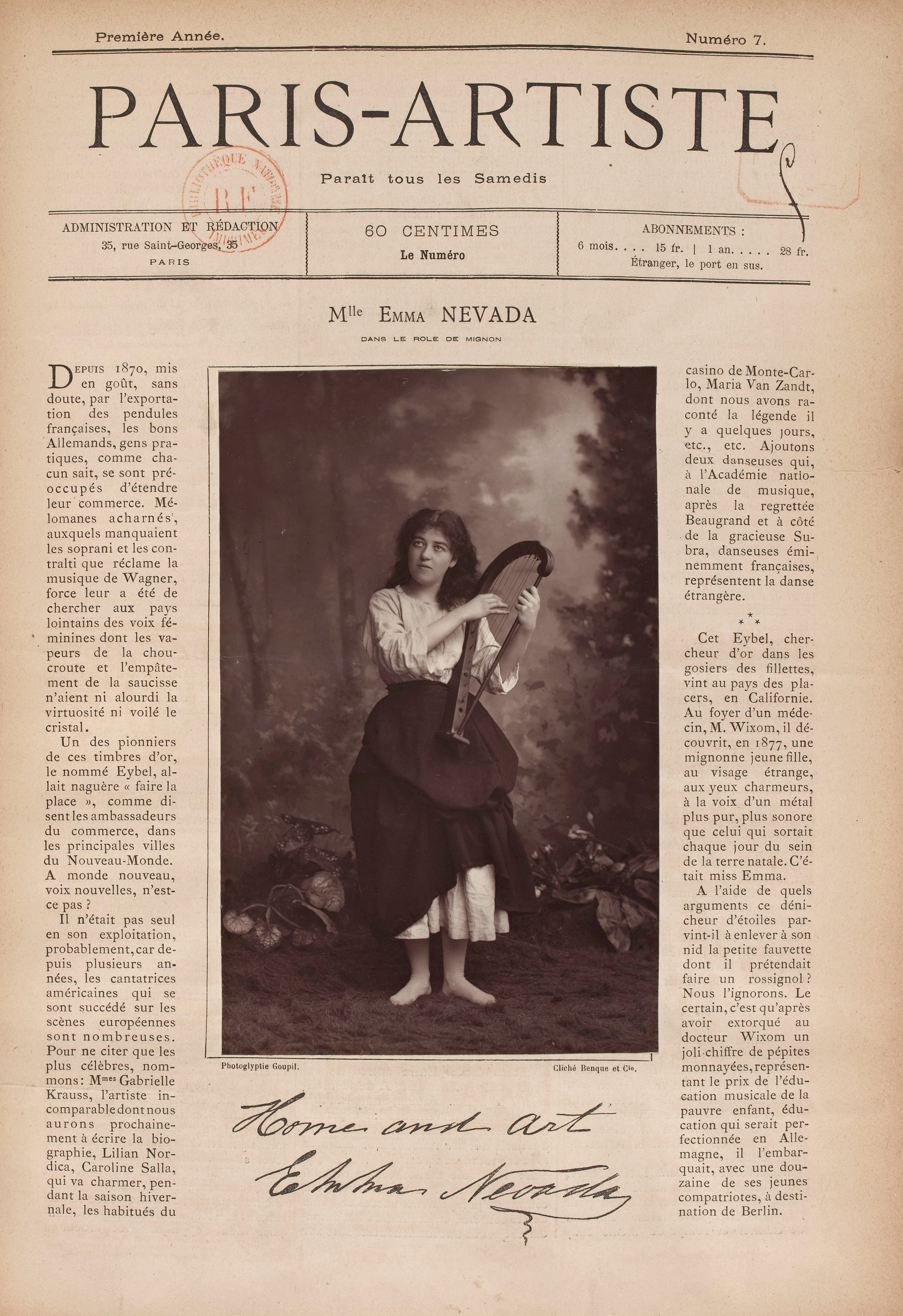
N°7, Emma Nevada, mère de Mignon Nevada, photo Wilhelm Benque.
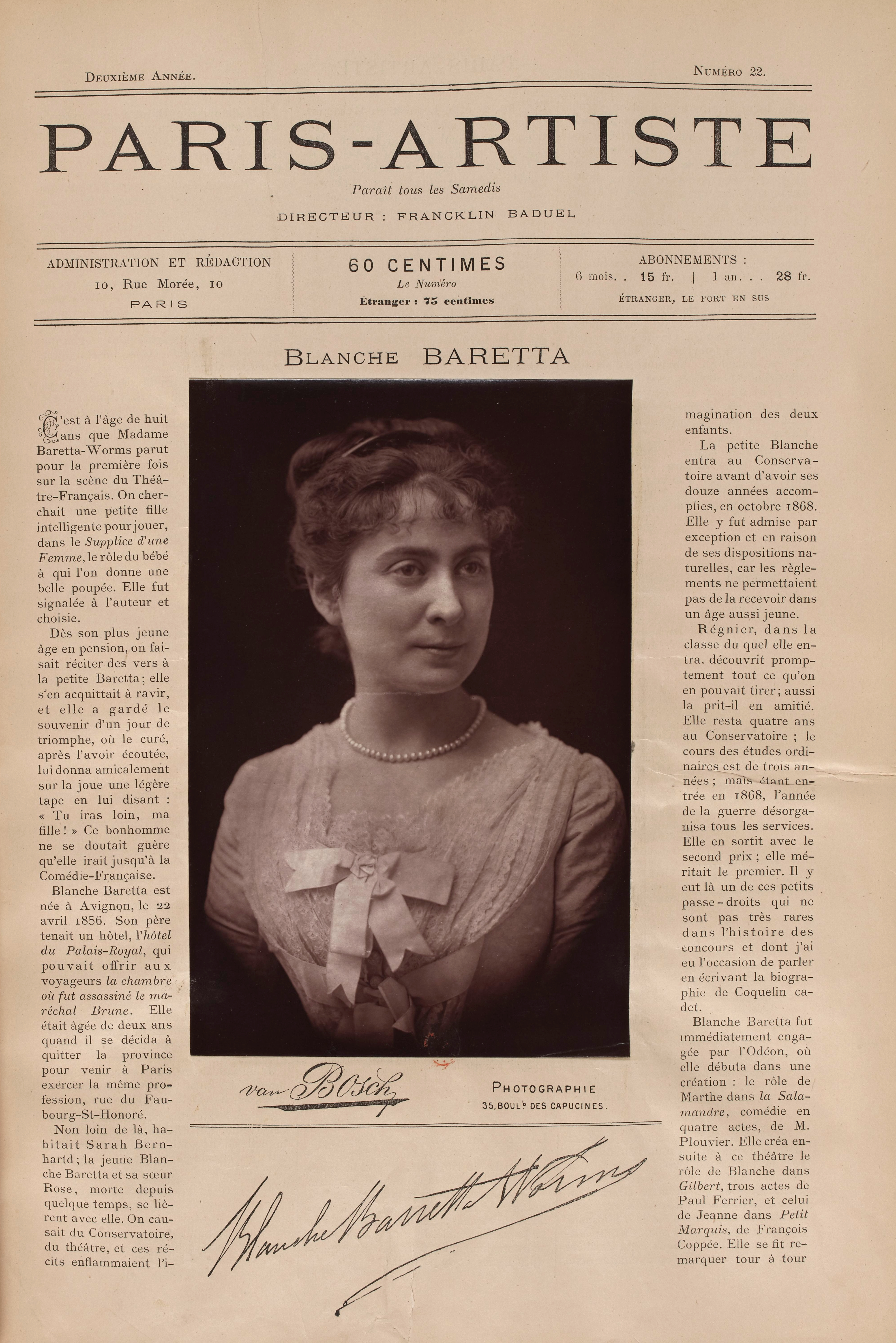
N°22, Blanche Barretta, photo Otto van Bosch.
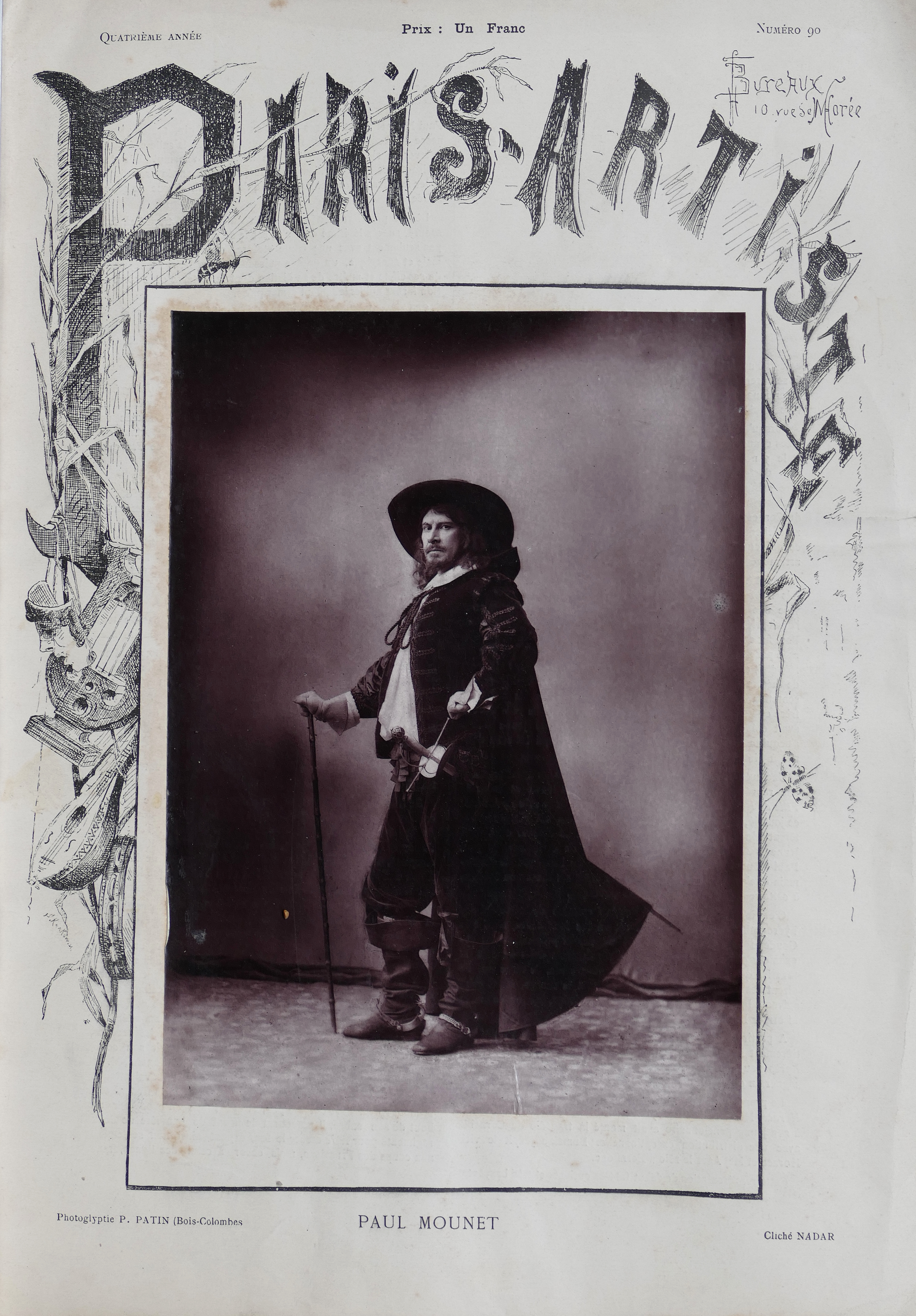
N°90, Paul Mounet, photo de Nadar.